# Basilica di San Pietro (Perugia)
La basilica di San Pietro a Perugia è una basilica minore cattolica che si trova in Borgo XX Giugno a Perugia. Il suo grande campanile, alto 70 metri, è la costruzione più alta di Perugia ed è uno dei simboli più significativi della città. È monumento nazionale italiano.

## Storia

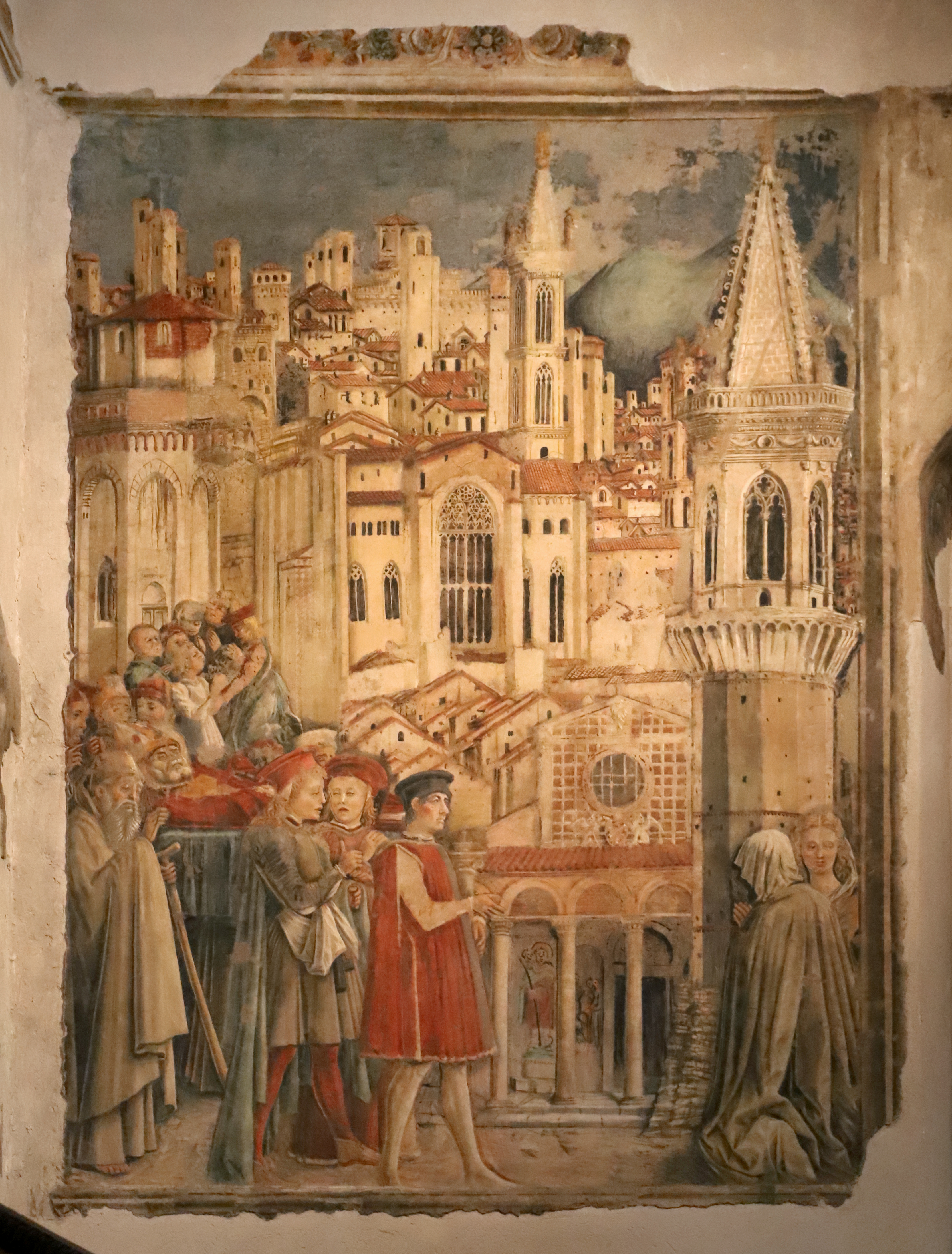
A destra, il campanile della basilica di San Pietro raffigurato in un affresco di Benedetto Bonfigli, 1461-80, Galleria nazionale dell'Umbria

L'abbazia di San Pietro venne edificata intorno al 996 sopra la precedente cattedrale, intesa come prima sede vescovile di Perugia. La sua origine probabilmente è più antica, potrebbe risalire al IV secolo(dopo l'editto di Costantino); sorge su un'area sacra etrusco-romana, ma i primi documenti che citano la chiesa sono del 1002. Il primo abate fondatore fu Pietro Vincioli, un nobile perugino, successivamente canonizzato.
Nei secoli seguenti l'abbazia accrebbe enormemente il proprio potere, sino a quando nel 1398 fu presa e messa a fuoco dai perugini, che rimproveravano all'abate Francesco Guidalotti di aver preso parte alla congiura contro Biordo Michelotti, capo della fazione popolare dei Raspanti. Il monastero ebbe un nuovo periodo d'espansione sotto papa Eugenio IV, che l'unì alla Congregazione di Giustina di Padova (detta poi Cassinese), facendogli mantenere così una posizione di prestigio e potere in città.

Nel 1591 iniziò un trentennio di lavori diretti da Valentino Martelli che portarono il complesso a come lo vediamo oggi.

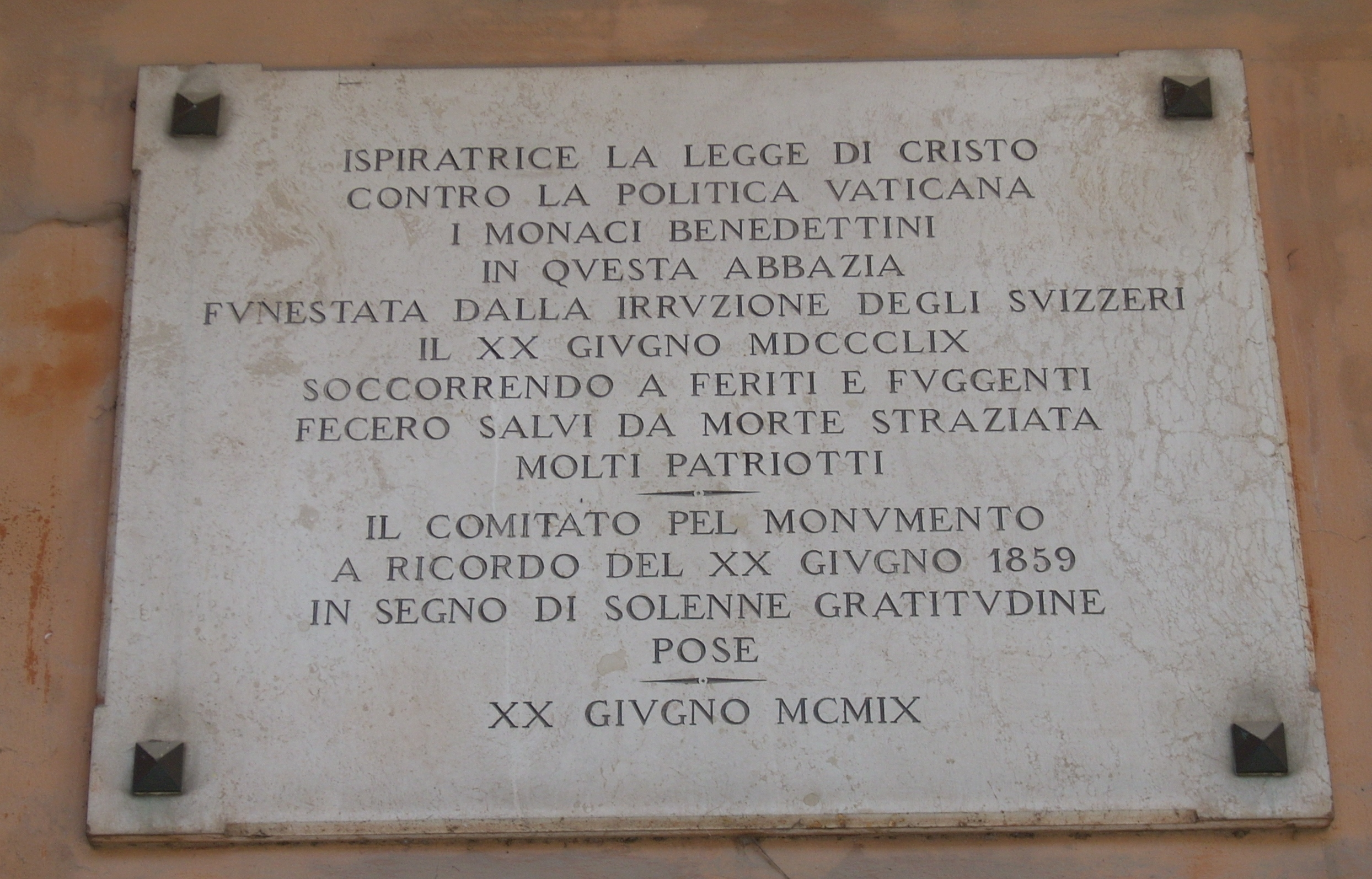
Lapide a ricordo dell'aiuto procurato dai monaci dell'abbazia ai cittadini di Perugia nelle Stragi di Perugia del 20 giugno 1859. Primo chiostro

L'abbazia fu temporaneamente soppressa dagli invasori giacobini nel 1799. Secondo la tradizione storica i monaci dettero riparo il 20 giugno 1859 ad alcuni patrioti che, sollevandosi contro l'autorità pontificia su incitamento dei principali esponenti della massoneria locale, si scontrarono con il reggimento di soldati svizzeri dello Stato della Chiesa, (Stragi del 20 giugno). Conseguentemente dopo l'intervento da parte dell'esercito piemontese e la tanto attesa Unità d'Italia, il nuovo governo permise ai Benedettini di rimanere nell'abbazia,  concedendo una proroga al decreto Pepoli che sanciva la demanializzazione dei beni ecclesiastici, fintanto che i religiosi presenti agli avvenimenti del 20 giugno 1859, non fossero ridotti ad un numero minore di tre. Quando, nel 1890, morì il terzultimo monaco, trovò attuazione la legge n. 4799 del 10 luglio 1887, la quale stabiliva che i beni della soppressa abbazia di San Pietro fossero destinati alla creazione di un “Istituto d’istruzione agraria” da fondarsi a Perugia, attualmente Dipartimento di Scienze Agrarie, Alimentari e Ambientali della Università di Perugia.

## Descrizione

### Esterno

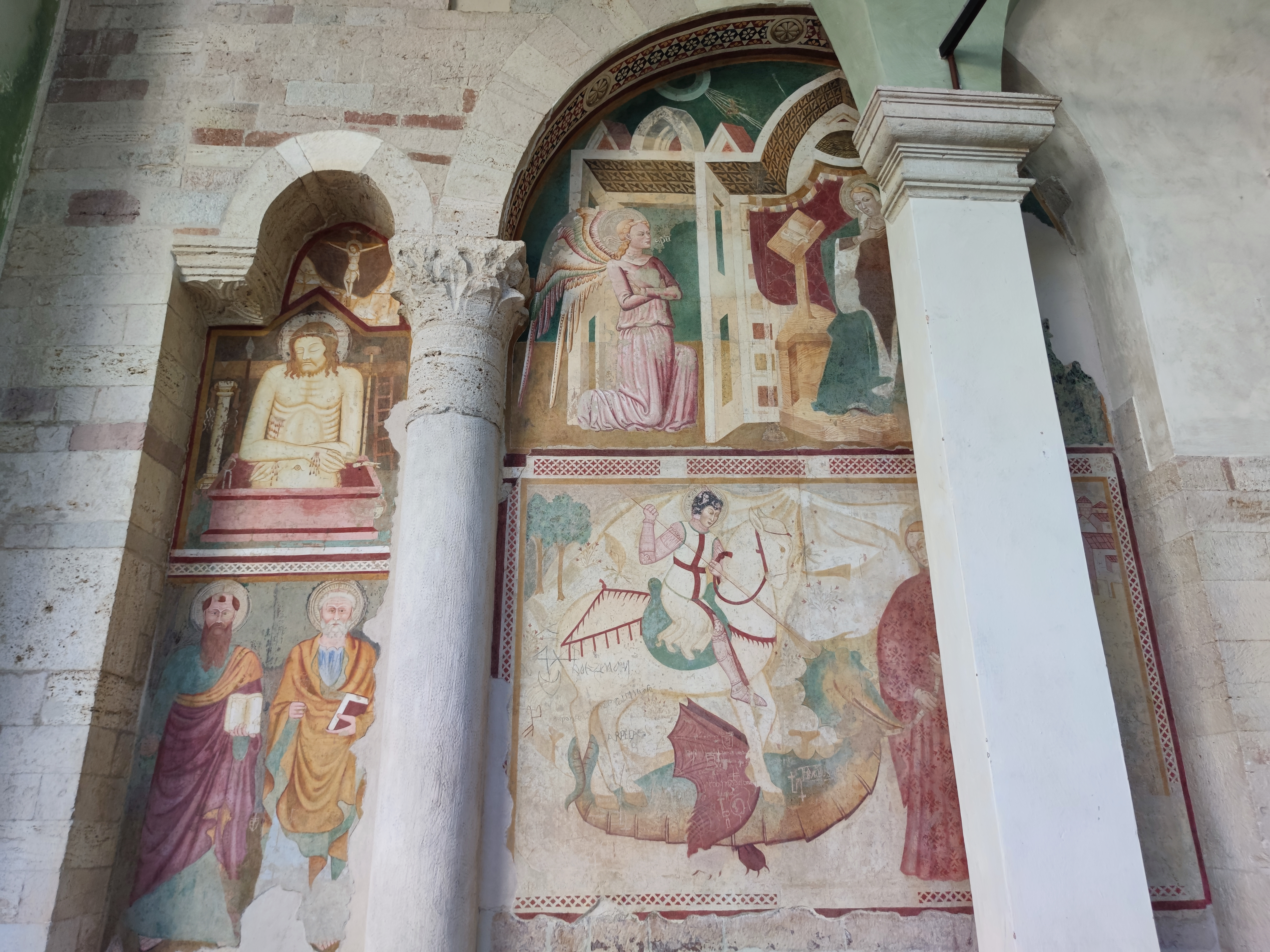
San Giorgio e il drago (XIV secolo)

Poco prima di arrivare al monastero si transita da una Porta di San Pietro (Perugia) concepita da Agostino di Duccio (XIV). La porta introduce nel borgo XX Giugno, dopo il caseggiato si arriva alla monumentale facciata a tre arcate che rispecchia nelle forme la porta di Duccio (posta nel lato opposto); fu disegnata intorno al 1614 dall'architetto perugino Valentino Martelli, autore anche del chiostro, completato poi da Lorenzo Petrozzi nel secondo piano.
L'entrata della chiesa è sul lato sinistro del chiostro. Il portale lapideo, di probabile fattura duccesca (Agostino di Duccio) è sormontato da una lunetta con Madonna con Bambino attribuita a Giannicola di Paolo (attualmente sostituita da una copia, l'originale e nella Galleria Tesori d'Arte).  Resti della facciata dell'antica basilica sono visibili alla destra ed alla sinistra del portale quattrocentesco: all'interno delle arcate cieche, sono tornati alla luce gli affreschi del XIV, riscoperti durante i lavori di restauro della seconda metà del ‘900; son attribuiti al Maestro Ironico (prima metà del XIV secolo, raffigurano a sinistra i Santi Pietro e Paolo, l'Annunciazione, San Giorgio e il Drago, la Pietà, sulla destra è un raro esemplare di Trinità trifronte (con tre volti di Cristo -come nelle altre due chiese perugine di Sant'Agata e Santa Maria della Colombata). Questi affreschi erano stati ricoperti, ma al medesimo tempo, anche preservati da una cortina muraria su cui nel XV era stato dipinto un altro affresco raffigurante un grande San Cristoforo patrono dei viaggiatori, figura dipinta frequentemente nel tardo medioevo sulle vie di transito dei Pellegrini. Tracce del dipinto scomparso erano ancora visibili fino alla metà del secolo scorso, ne abbiamo testimonianza grazie ad un affresco del Benedetto Bonfigli  per la Cappella dei Priori in Palazzo dei Priori (oggi facente parte della Galleria Nazionale dell’Umbria) che raffigura la chiesa così com’era nel XV secolo .

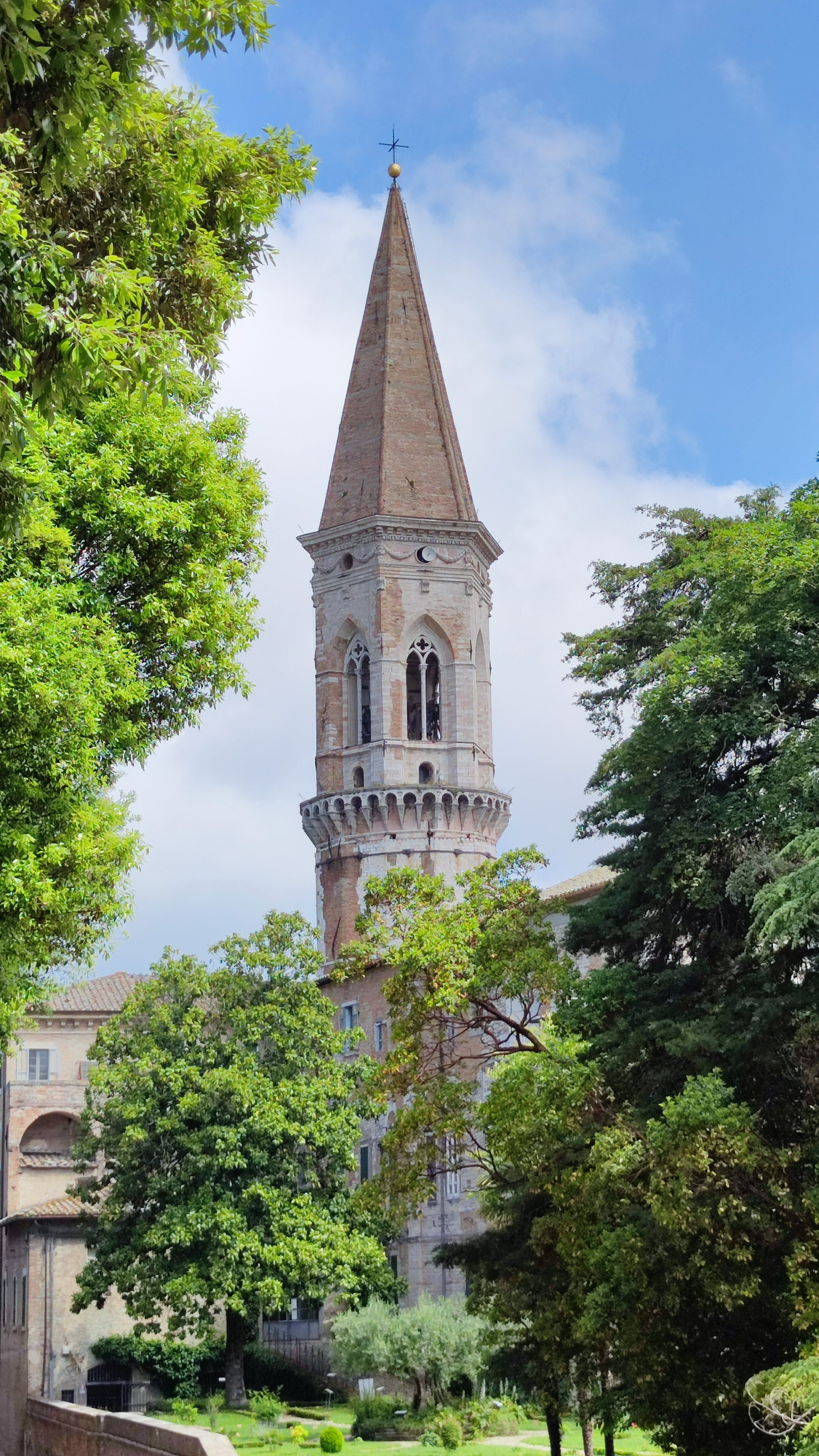
Il campanile visto dai Giardini del Frontone

### Il campanile

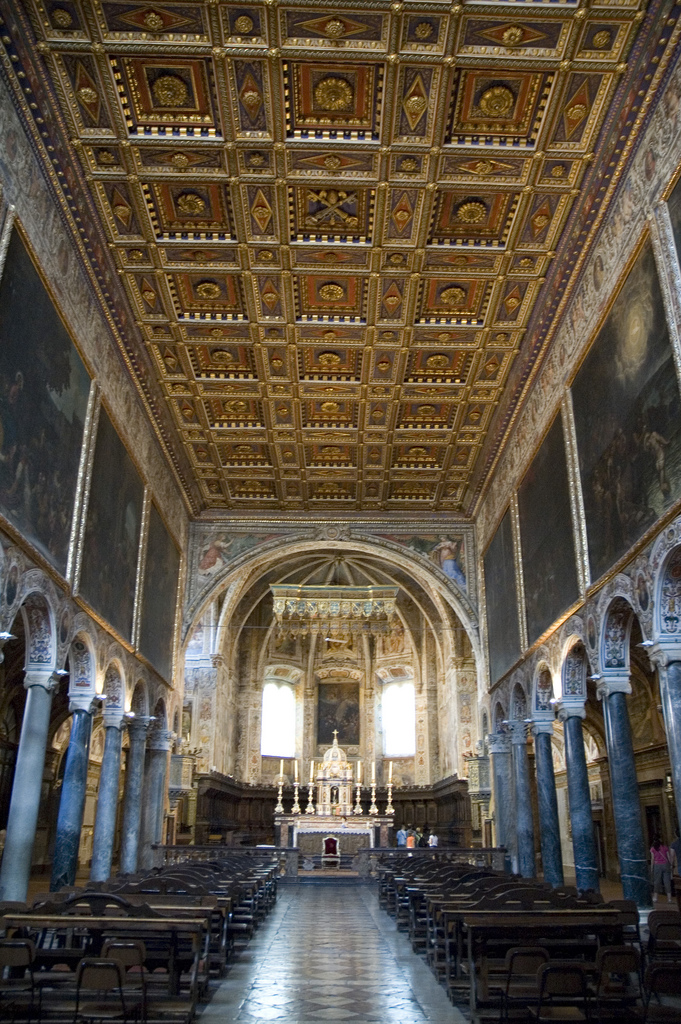
La navata centrale

Il campanile poligonale, situato alla destra del portale, raggiunge un'altezza di 70 metri ed è caratterizzato da una cuspide affusolata. La sua costruzione originale risale alla seconda metà del XIII secolo d.C. e, secondo la tradizione, fu eretto sopra una tomba etrusca. Successivamente, fu completato dai Fiorentini Puccio di Polo e Giovanni di Betto tra varie vicissitudini, nel periodo compreso tra il 1463 e il 1468, seguendo lo stile architettonico gotico-rinascimentale, su progetto di Bernardo Rossellino.
Per arricchire ulteriormente il campanile, vi era una "ghirlanda", una graziosa balaustra dorata che si estendeva sopra il primo cornicione, sostenuta da beccatelli. Questa era seguita da un primo e un secondo ordine di bifore e uno di monofore. L'ultimo cornicione, di stile corinzio, alla base della guglia, era adornato da festoni, listelli, occhi e colonnine.

Vi sono 4 campane all'interno della cella campanaria: la prima è in Reb3 leggermente crescente, realizzata dalla Bastanzetti di Arezzo nel 1928. Ha un diametro di 133 cm e pesa 15 quintali, ed è dedicata a San Benedetto. La seconda in Fa3 calante, venne colata da Giuseppe Filippi di Lucca nel 1800 ed è dedicata a San Pietro Abate. La terza in Lab3 calante, fusa dalla Giustiniani di Foligno nel 1845, è dedicata a Santa Scolastica e la piccola in Sib3 crescente, fusa dalla Bastanzetti di Arezzo nel 1933, è dedicata a San Pietro.

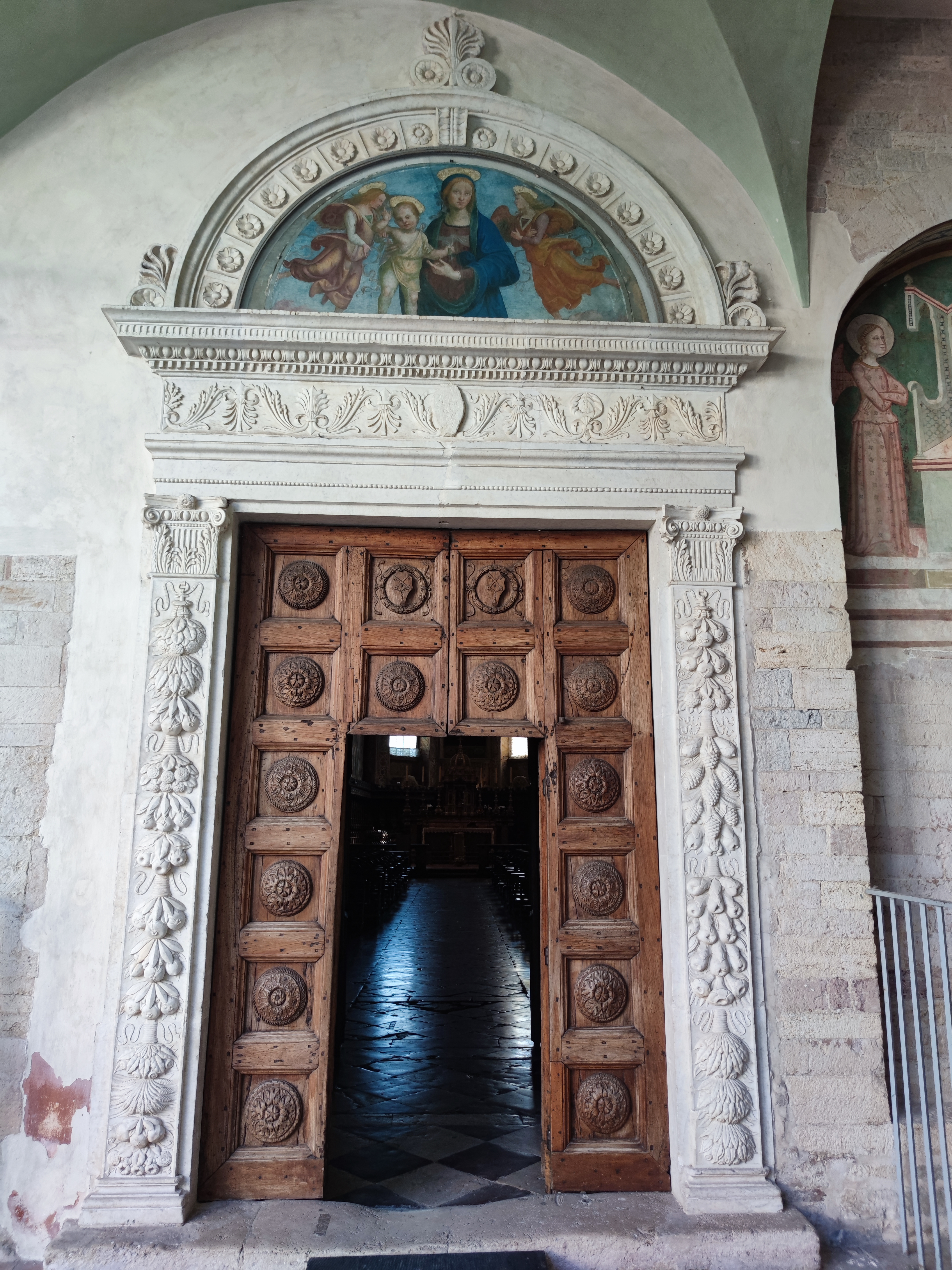
Ingresso

### Interno
L’interno conserva l’originaria struttura architettonica di impianto basilicale, alla quale si sono succeduti, tra il XV e XVII secolo, numerosi interventi decorativi che si sono fusi armoniosamente con la struttura. Nonostante le spoliazioni napoleoniche che si sono succedute nel 1797 e nel 1813, resta la chiesa più ricca della città, ospita la più grande collezione di arte di Perugia, dopo la Galleria nazionale dell'Umbria. La navata è articolata da arcate poggianti su 18 colonne databili tra la fine del III e gli inizi del IV secolo d.C. in marmo granitico, con capitelli di reimpiego, diversi tra loro, provenienti da edifici di epoca romana.

#### Navata centrale e controfacciata
La parte alta è decorata da imponenti tele dipinte con scene dall'Antico e Nuovo Testamento, commissionate dall'abate Giacomo da San Felice di Salò e completate nel periodo 1591-1611. Vennero realizzate a Venezia da Antonio Vassillachi, detto l'Aliense, artista di origine greca, formatosi alla scuola di Paolo Veronese e di Tintoretto. Sempre di Vassillachi è la grande tela collocata nel muro ad ovest, Trionfo dell'ordine dei Benedettini.  Le rimanenti decorazioni ad affresco sono di Giovanni Bisconti, Orazio Martini e Benedetto Bandiera. La navata centrale ha un soffitto a cassettoni in legno riccamente decorato da Benedetto di Giovanni da Montepulciano nel 1556.
Nella parete di controfacciata si trovano, a sinistra un dipinto di Orazio Alfani con San Pietro guarisce lo storpio e San Pietro liberato dall’Angelo, a destra Naufragio di San Pietro e approdo di San Paolo a Malta di Leonardo Cungi, entrambi del 1556. 
La seconda colonna a sinistra della navata con l’immagine dell’Abate Pietro (fondatore della chiesa), è la colonna del miracolo, fermata secondo la tradizione dall'Abate mentre stava precipitando sopra le maestranze.  Nella colonna opposta è un San Benedetto; entrambi gli affreschi sono attribuiti alla scuola di Benedetto Bonfigli.

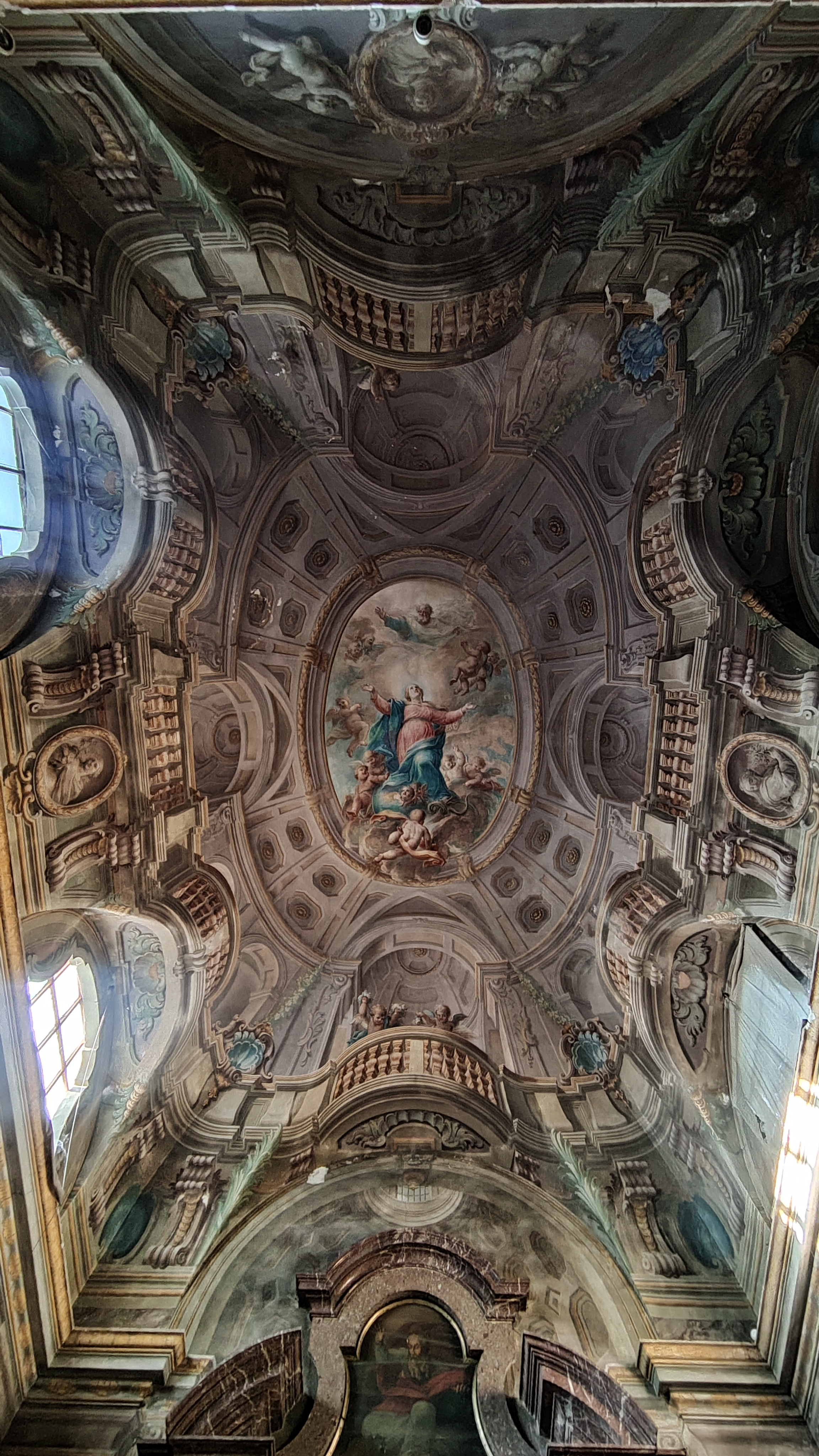
Assunzione della Vergine

#### Navata destra, cappelle San Giuseppe e degli angeli
All’inizio della navata destra la prima opera raffigura La Madonna in trono e Santi di Eusebio da San Giorgio (XVI secolo), seguono: l'Assunzione della Vergine di Orazio Alfani (XVI secolo), Santa Scolastica di Francesco Appiani (1751)  Il miracolo della Colonna di Giacinto Gimignani (1677), Il miracolo di San Mauro di Cesare Sermei (1648), Davide sceglie tra i tre Castighi di Ventura Salimbeni (1602), San Benedetto Consegna la regola ai Monaci  attribuita a Eusebio da San Giorgio con alla base il martirio di Santa Cristina, San Gregorio Magno in processione con il popolo durante la peste di Ventura Salimbeni (1602), Sansone  di François Perrier (XVII secolo) e a sinistra una Pietà della scuola di Sebastiano del Piombo. 
Sopra la porta che immette nella Cappella di San Giuseppe tre piccoli dipinti: Madonna con Bambino e Sant'Elisabetta e San Giovannino di Bonifazio Pilati da Verona (XVI secolo), San Mauro e San Placido copie dal Perugino di Giovanni Battista Salvi detto il Sassoferrato (XVII secolo).
Lungo la parete si apre la Cappella di San Giuseppe decorata ad affresco nel 1857 dal perugino Domenico Bruschi appena sedicenne, nella volta rappresenta le quattro virtù cardinali, riprendendo lo stile purista peruginesco, assimilato dal suo maestro Silvestro Valeri. Alla destra  è una tela cinquecentesca di scuola toscana raffigurante La vergine con Sant'Elisabetta e San Giovannino.
Tornati nella navata segue la Resurrezione di Cristo di Orazio Alfani. Sopra alla porta della sacrestia sono altri tre quadretti del Sassoferrato: Santa Flavia, Sant'Apollonia, Santa Caterina. 
In fondo alla navata è la Cappella delle Reliquie o degli angeli che ha una cancellata in ferro battuto, stucchi del Cinquecento e affreschi di Benedetto Bandiera (1599). Ai lati dell’ingresso al presbiterio sono due dipinti di Gian Domenico Cerrini (XVII secolo): Vergine che allatta il Bambino e San Giovanni Battista.

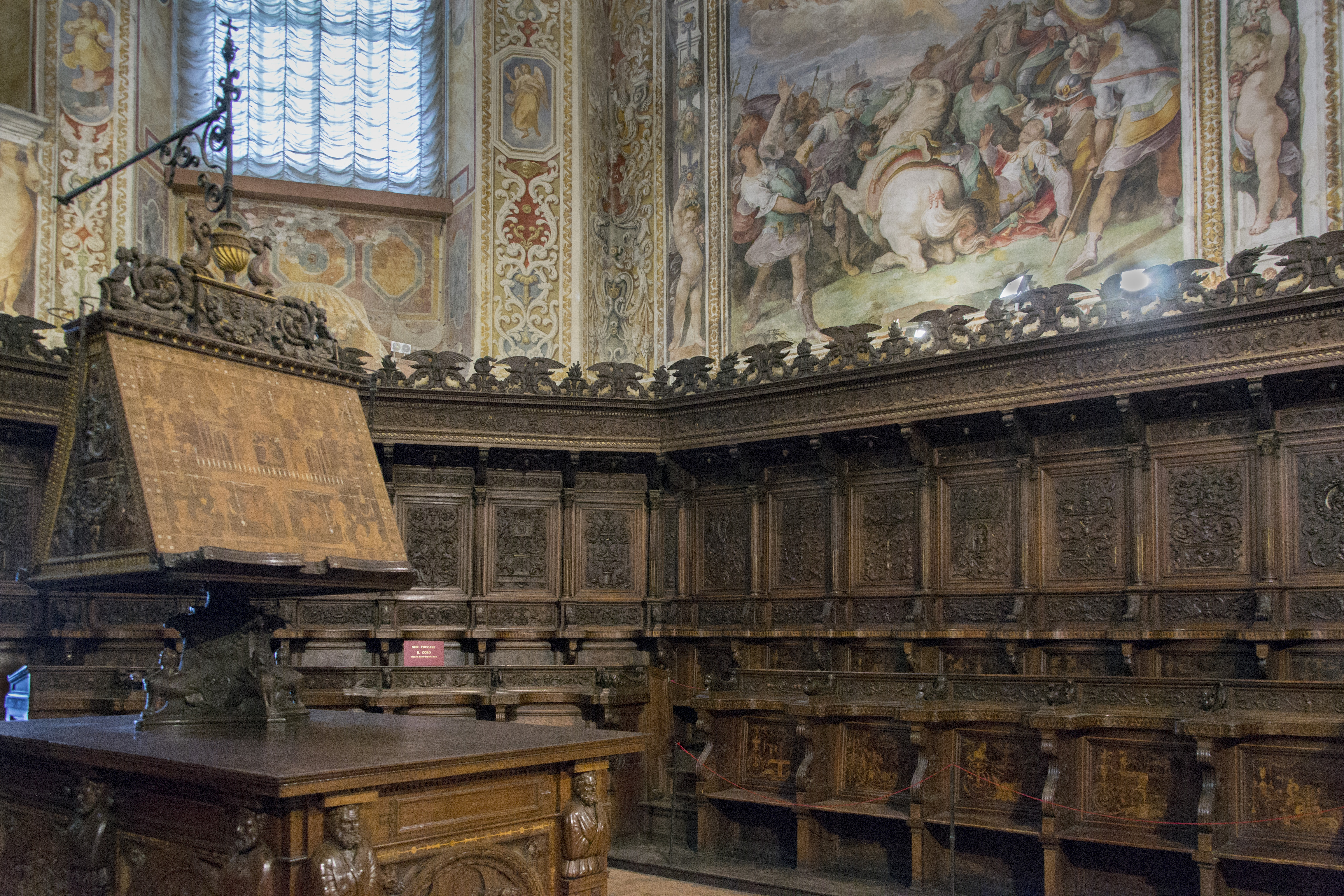
Benedetto da Montepulciano e Benvenuto da Brescia, coro ligneo intagliato

#### Presbiterio
L’altare maggiore raccoglie le spoglie del fondatore della chiesa: l'Abate Pietro. È impreziosito con marmi policromi dall’architetto Valentino Martelli (1592). Il ciborio del carrarese Sante Ghetti (1627) è un tempio in miniatura anche esso di rari marmi policromi. 

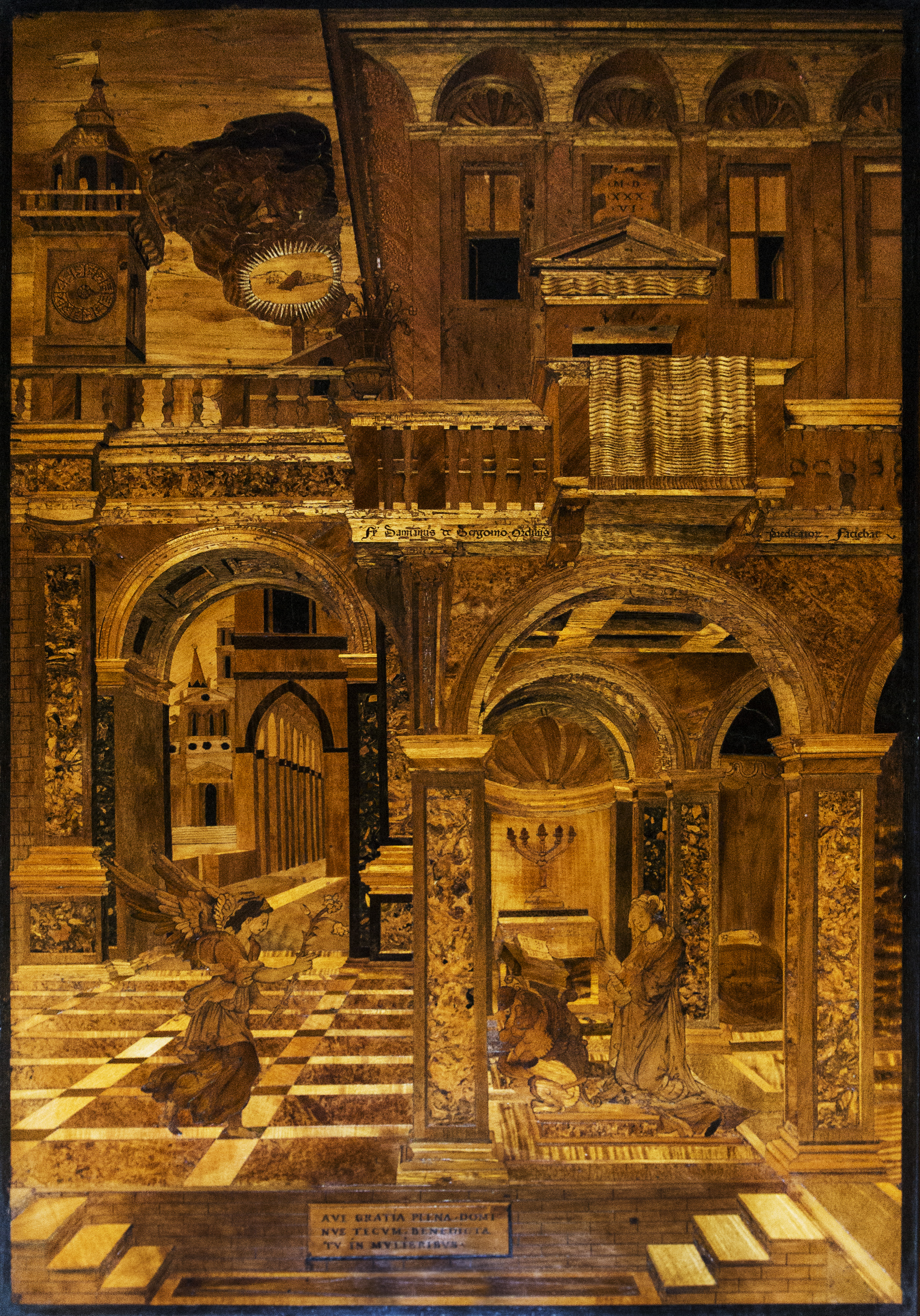
Annunciazione, di Damiano Zambelli, detto Fra Damiano da Bergamo (1536)

Una delle opere più importanti del presbiterio è il coro ligneo intarsiato, considerato uno dei più belli d'Italia. Il complesso fu iniziato da Bernardino di Luca Antonini nel 1525-26 e completato da Stefano di Antoniolo Zambelli da Bergamo nel 1535, insieme ad altri collaboratori, tra i quali Battista Bolognese e Ambrogio Francese che hanno realizzato il grande leggio. Di particolare valore è la porta centrale, raffigurante l'Annunciazione e Mosè salvato dalle acque di Fra Damiano da Bergamo (1536) che conduce al balconcino situato dietro l'altare precisamente in mezzo al coro ligneo, una vista che si apre lungo tutta la vallata umbra direzione Subasio. Spicca la firma di Giosuè Carducci incorniciata sul lato sinistro del muro del balconcino datato 1871. Di Benedetto da Montepulciano e Benvenuto da Brescia sono i seggi lumeggiati in oro. Di impronta rinascimentale sono i pulpiti posti ai lati del presbiterio e altri elementi architettonici eseguiti da Francesco di Guido da Settignano (XVI secolo) appartenente alla famiglia di lapicidi toscana.
Nelle vele della volta dell’abside sono i Quattro Evangelisti di Benedetto Bandiera (1591), mentre la tela tra le due finestre nel catino absidale con La morte di San Benedetto è attribuita a Giovan Francesco Guerrieri. Gli affreschi delle pareti laterali rappresentanti La consegna delle chiavi e la conversione di Paolo sono di Giovanni Battista Lombardelli (1591). Nelle lunette sono le Virtù Teologali e Cardinali affrescate da Silla Piccinini (detto anche Scilla Pecennini) e Pietro Rancanelli (XVI secolo).
L’arco trionfale del presbiterio è dipinto con scene di mietitura e vendemmia attribuite al paesaggista Giovanni Fiammingo (1592), le figure sono attribuite a Silla Piccinini e Pietro Rancanelli.

#### Navata sinistra, cappelle Vibi, Ranieri e del Sacramento
Sul fondo della navata sinistra è una Pietà con San Gerolamo e San Leonardo (XV secolo), attribuita a Benedetto Bonfigli o Fiorenzo di Lorenzo. Nella parete destra è San Pietro piange per aver rinnegato Gesù attribuito al Guercino (XVI secolo), nel lato posto sinistro è una tela attribuita a Giovanni Lanfranco (XVII secolo) raffigurante Cristo nell’Orto confortato dall’angelo.
Si accede nella Cappella Vibi, nella quale è il notevole il dossale marmoreo con Gesù fanciullo, il Battista e San Girolamo (1453), attribuito a Mino da Fiesole. Nella lunetta era un tempo l'Annunciazione di Giovanni Battista Caporali e nella parete sinistra era la Visitazione di Polidoro di Stefano Ciburri (1530). A destra la Madonna del Giglio, copia del Sassoferrato da Lo Spagna.
Uscendo nella navata in fronte alla cappella Vibi, continuando la navata sinistra si trova la Deposizione di Gian Battista Salvi detto il Sassoferrato (XVII secolo), copia della celebre Deposizione Borghese del Raffaello oggi alla Galleria Borghese di Roma.
Segue la Cappella Ranieri, in origine Baglioni, su progetto di Francesco di Guido di Virio da Settignano, ha la volta decorata da Annibale Brugnoli (XIX secolo) con un'Assunzione della Vergine che riprende il prototipo di Tiziano, ma con colori più delicati, dipinta sopra una precedente decorazione del Caporali; sulla parete sinistra si ammira una tela con Gesù nell’orto attribuita a Guido Reni (XVII secolo) e sulla destra la tela con Gesù e la Veronica di Giovan Francesco Gessi (XVII secolo).
Tornando nella navata, si trova la Giuditta con testa di Oloferne del Sassoferrato (XVII secolo).
Segue la Cappella del Sacramento con la volta decorata da Francesco Appiani e con quadrature prospettiche di Pietro Carattoli. Sull’altare è collocata un’immagine della Madonna del giglio del XVI secolo attribuita allo Spagna, proveniente da una cappella campestre e posta al centro di un dipinto che raffigura San Pietro e San Paolo di Jean-Baptiste Wicar (XIX secolo). Alle pareti grandi tele di Giorgio Vasari (1566): le Nozze di Cana,  Il Profeta Eliseo e il miracolo della mensa di San Benedetto. La tela a sinistra raffigurante San Benedetto manda San Mauro in Francia è di Giovanni Fiammingo (XVI secolo).
Di ritorno alla navata si ammira l’Adorazione dei Magi di Eusebio da San Giorgio (XVI secolo), l'Assunzione di Orazio Alfani (XVI secolo), l’Annunciazione del Sassoferrato,  il Crocefisso ligneo policromo attribuito a Giovanni Teutonico. Segue la Pietà, opera tarda del Perugino, dove il maestro si ritrae nel volto di Giuseppe di Arimatea, proveniente dalla chiesa di Sant'Agostino dove faceva parte del grande Polittico di Sant'Agostino; il San Pietro Abate dell’Appiani (XVIII secolo) si trova al termine della navata insieme al San Mauro e San Placido di Giacinto Gimignani (1677).

#### Sacrestia
Anche la sacrestia, edificata nel 1451, è satura di opere: il piano superiore degli armadi ha intagli su cuoio, la pavimentazione è di maiolica derutese di Giacomo Mancini (XVI secolo).  Nella volta sono affrescate le Storie dell’Antico Testamento di Silla Piccinini - o Pecennini- (XVI secolo), mentre alle pareti vi sono affreschi con le Storie di San Pietro e Paolo di Girolamo Danti (1574). A destra è una tela attribuita al Parmigianino con la Sacra Famiglia e nell’angolo un piccolo dipinto con Gesù bambino e San Giovannino attribuito a Raffaello giovane. Di ignoti sono il Cristo alla colonna (XVII secolo), la Madonna con Bambino (XVI secolo), e Cristo Benedicente (XVII secolo), Tra le finestre è un dipinto di Sebastiano Conca (XVIII secolo) con la Visitazione. 
I dipinti forse più importanti sono i cinque quadretti del Perugino con immagini di Santi: Scolastica, Ercolano, Costanzo, Pietro Abate, Mauro e Placido, realizzati per la predella della grande pala dell'Ascensione (1496), che decorava l'altare principale della chiesa, che fu requisita nel 1796 da Giacomo Tinet, commissario legato al seguito delle truppe napoleoniche (oggi è esposta al Museo di Lione). Sopra a queste tavolette è una Santa Francesca Romana istruita da un Angelo di un ignoto caravaggesco.

#### Cripta medievale
Dalla navata sinistra si accede al di sotto dell’abside dove si trova la cripta alto-medievale scoperta nel 1979, a pianta circolare con interessante ambulacro e pareti intonacate e dipinte con motivi geometrici e figurativi.

#### L'Abbazia con i tre chiostri

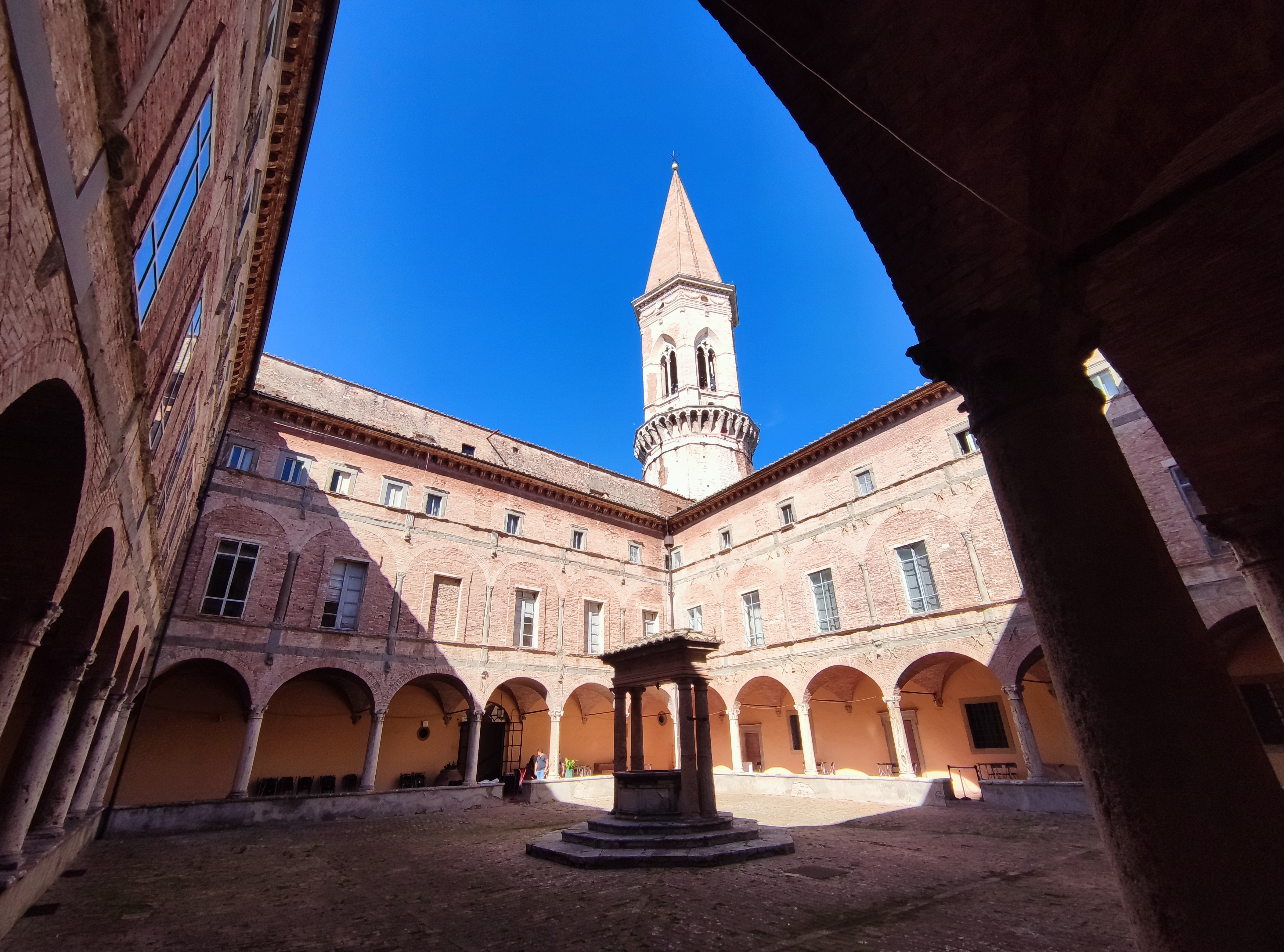
Chiostro maggiore, attribuito a Guido Settignano

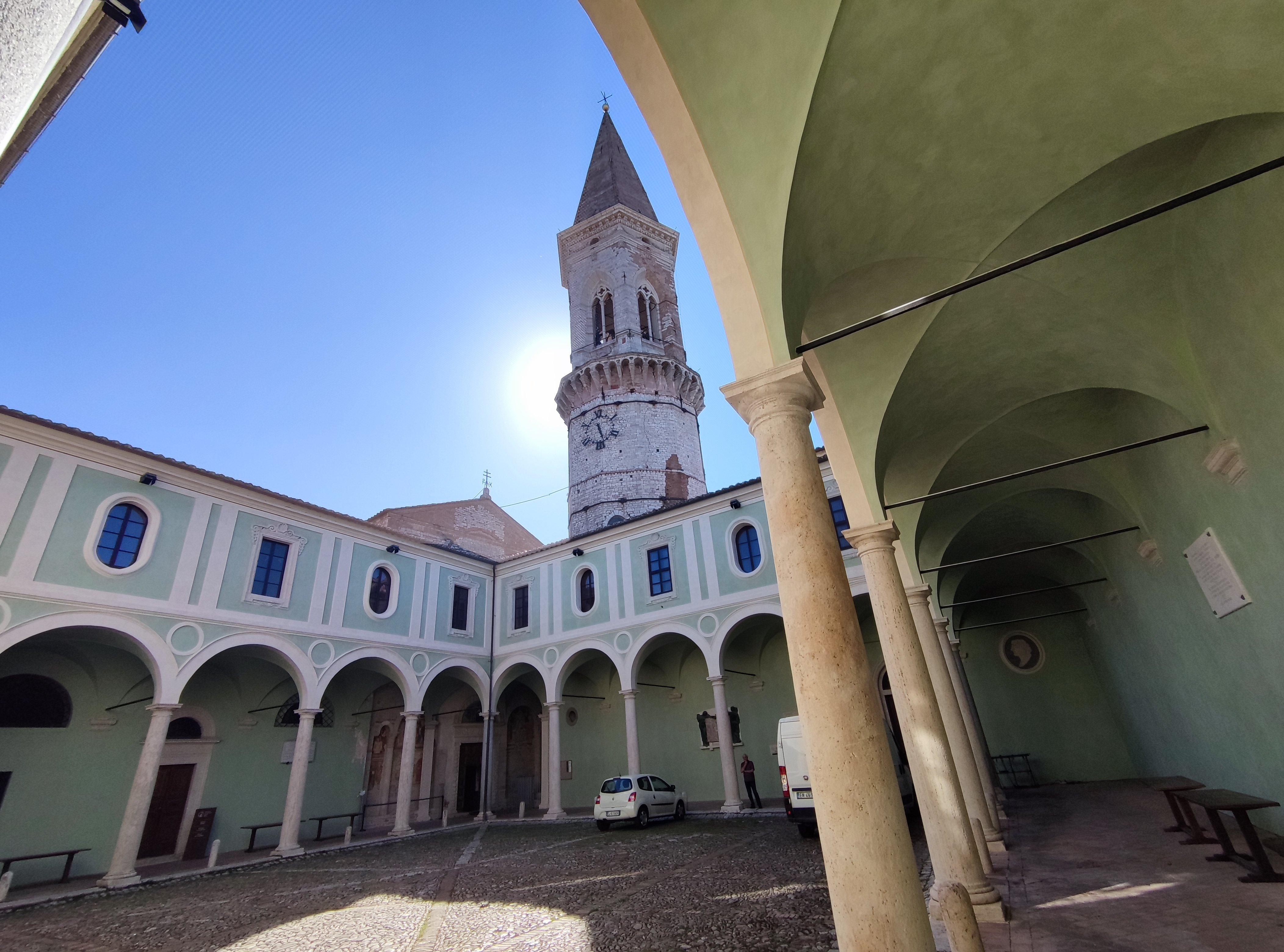
Chiostro seicentesco

L'abbazia oltre al primo chiostro settecentesco di Valentino Martelli posto all'ingresso ha due altri chiostri: uno, chiamato Chiostro Maggiore, è una costruzione rinascimentale attribuita a Guido da Settignano, impostato su tre piani con pozzo al centro. La sua realizzazione risale agli anni trenta del Cinquecento. Al centro è un pozzo, opera di Galeotto di Paolo di Assisi. Come in altri monasteri attorno ad esso vi erano ampie aule dove si svolgeva la vita comune: il capitolo, il refettorio, le aule di scuola, la biblioteca, l’archivio e lo scriptorium. Sotto il portico, sul lato di fronte all’ingresso, si apre l’antico accesso alla Sala Capitolare divenuta attualmente il salone maggiore della Biblioteca della facoltà di Agraria “Mario Marte”. All'ingresso dell' ex refettorio, oggi Aula Magna, è un lavabo in terracotta invetriata raffigurante la Samaritana al pozzo, opera del XV secolo, attribuita a Benedetto Buglione. Il piano superiore era riservato al dormitorio o alle celle dei monaci.

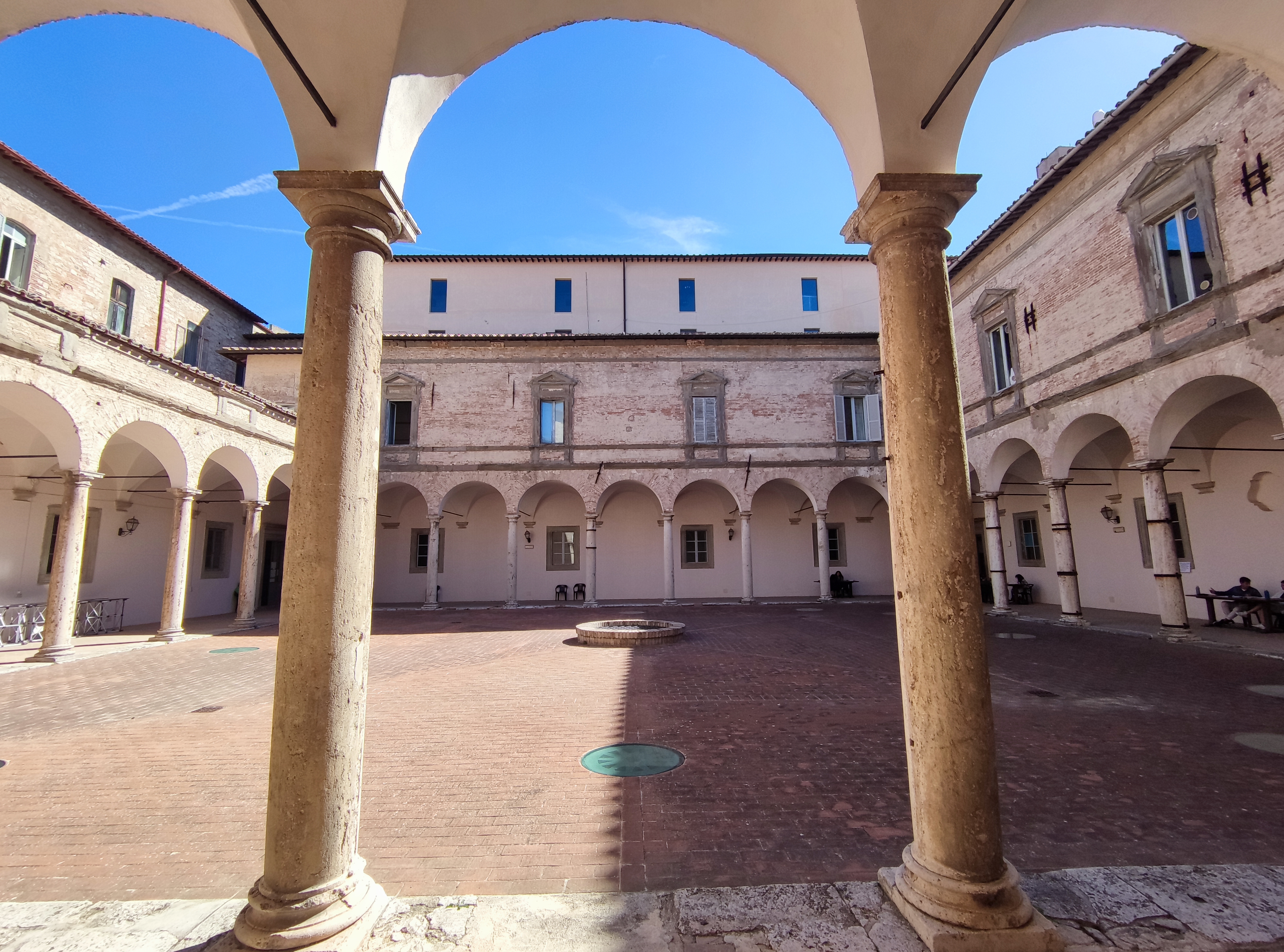
Chiostro delle stelle, Galeazzo Alessi

L'altro chiostro conosciuto come chiostro delle Stelle, è del 1571 su progetto di Galeazzo Alessi, è chiamato così perché a terra ha delle aperture a forma di stelle da dove entrava l'acqua piovana per essere convogliata in una cisterna.

#### Orto medievale

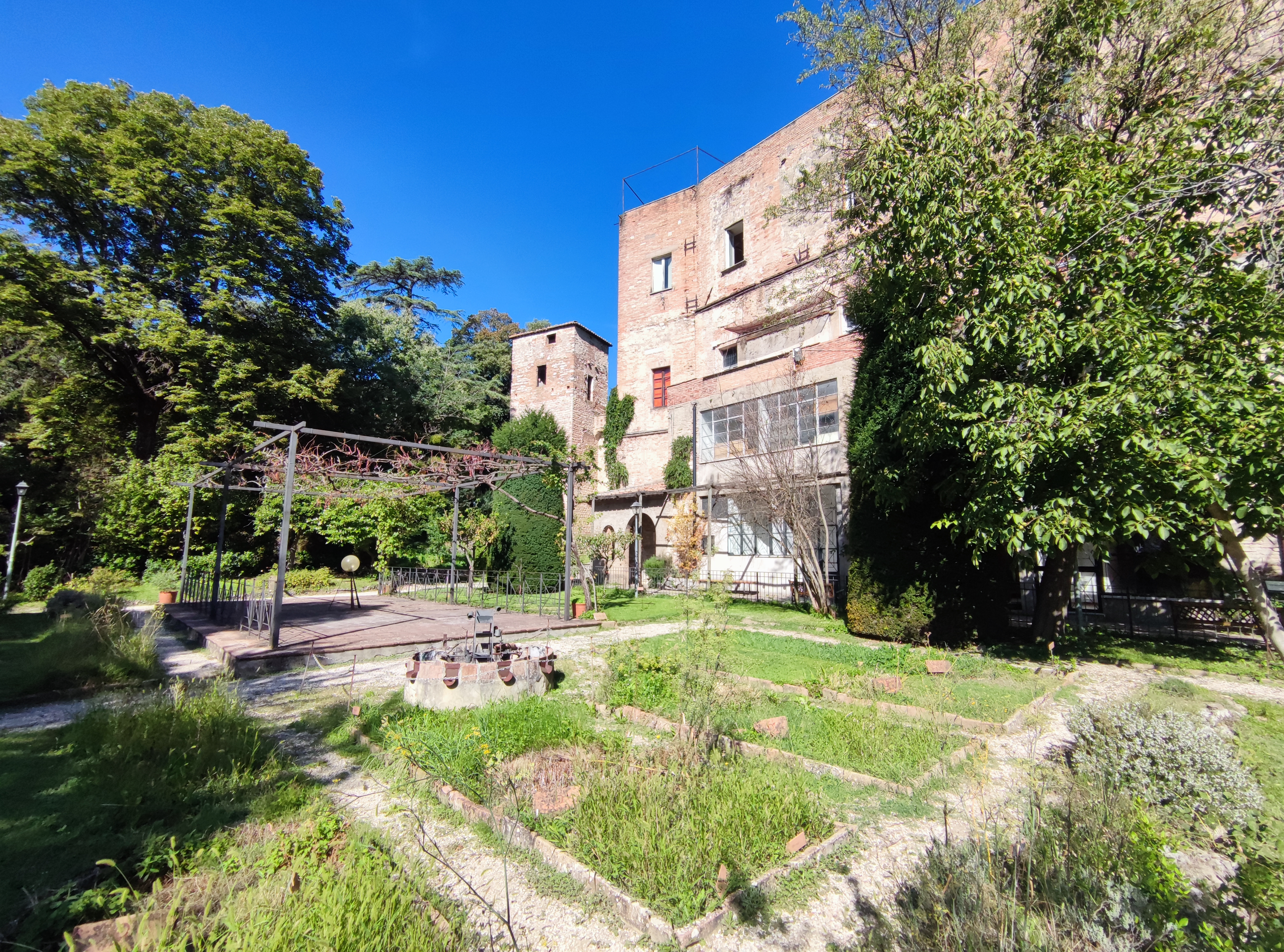
Orto botanico

Dai chiostri si accede all’Orto medievale allestito nel 1996, presenta un'interessante riproposizione in chiave simbolica dell’ “Ortus conclusus”  l’orto del monastero che forniva il necessario sostentamento per l’autosufficienza; parallelamente è anche un giardino ideale attraversato il quale si snoda un percorso dell’evoluzione dell’uomo in chiave simbolica. Vi si trovano resti di una delle antiche peschiere e varie fonti che testimoniano la presenza ininterrotta dell'elemento acqua. Nell’orto è inglobata la porta medievale posta sull’importante via per Roma; nei pressi di essa, a testimonianza del transito dei pellegrini è stata posta una pietra con una conchiglia scolpita che indica la distanza da Roma e da Santiago di Compostela, perché da qui transitava anche l'itinerario giacobeo. L'orto è gestito dalla Facoltà di Agraria dell’Università degli studi di Perugia, che ha sede adiacente alla basilica.
Paralleli all'Orto oltre la strada sorgono i Giardini del Frontone, che dilatano il verde dell'“Ortus conclusus”. In passato costituivano la piazza preferita da Braccio da Montone per le sue esercitazioni militari, quello che si vede oggi invece è opera degli Arcadi perugini: un giardino con un piccolo anfiteatro settecentesco e statue recentemente restaurate.

## Galleria “Tesori d’Arte”
L'abbazia ospita la galleria “Tesori d’Arte” della "Fondazione per l’Istruzione agraria” con opere provenienti dal complesso abbaziale di San Pietro oltre che dai possedimenti di Casalina e di Sant’Apollinare . Vi sono esposte una vasta collezione di opere di autori, tra la fine del XV e il XIX secolo, tra cui Giannicola di Paolo, a cui è attribuito l'affresco staccato, prima posizionato sopra il portale della basilica di San Pietro. La galleria ospita anche la ricca collezione di libri corali miniati del XV – XVI secolo.

## Opere migrate
Durante l'occupazione francese, la chiesa fu soggetta a diverse spoliazioni napoleoniche. Secondo il catalogo pubblicato nel Bulletin de la Société de l'art français del 1936, vi erano conservate diverse opere che vennero inviate in Francia che non fecero più ritorno dopo il Congresso di Vienna. Tra di esse si possono ricordare:
- Assunzione della Vergine, Il Sassoferrato, a Parigi nel gennaio 1814 e al Musée Napoléon/Louvre dal 1814
- Polittico di San Pietro
  - Ascensione, 280x216 cm, Lione, Musée des Beaux-Arts
  - Eterno benedicente con cherubini e angeli, dalla cimasa, 114x230 cm, Lione, Musée des Beaux-Arts
  - Tondo di Geremia, diametro 127 cm, Nantes, Musée des Beaux-Arts
  - Tondo di Isaia, diametro 127 cm, Nantes, Musée des Beaux-Arts
  - Adorazione dei Magi, dalla predella, 32x59 cm, Rouen, Musée des Beaux-Arts
  - Battesimo di Cristo, dalla predella, 32x59 cm, Rouen, Musée des Beaux-Arts
  - Resurrezione, dalla predella, 32x59 cm, Rouen, Musée des Beaux-Arts

Un tempo in sacrestia si trovavano due opere: Gesù che porta la croce di Mantegna e l'incoronazione del Bassano. Entrambe trafugate nel furto del 29 marzo 1916. 

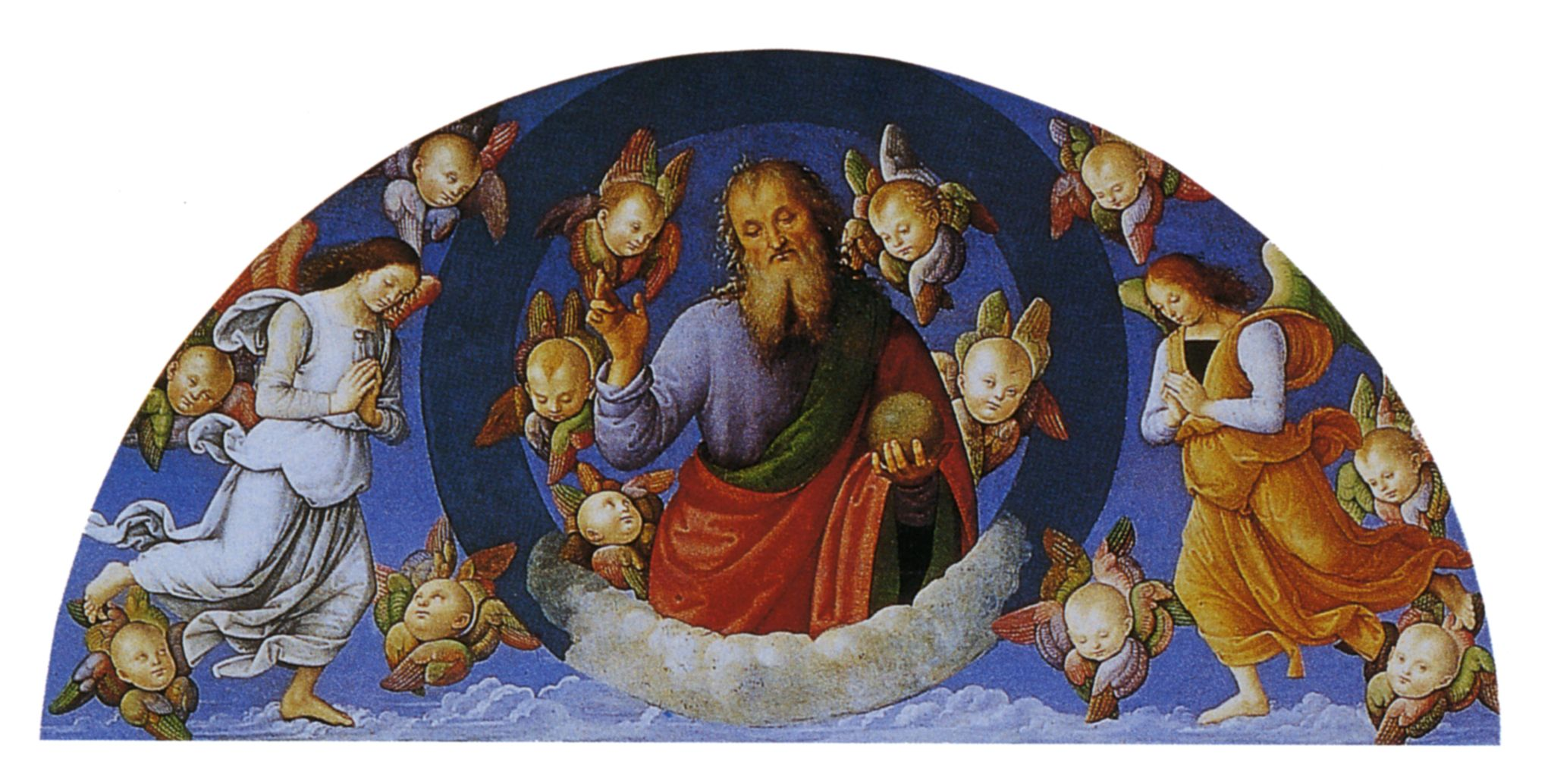
Eterno benedicente, Perugino, Museo di Lione
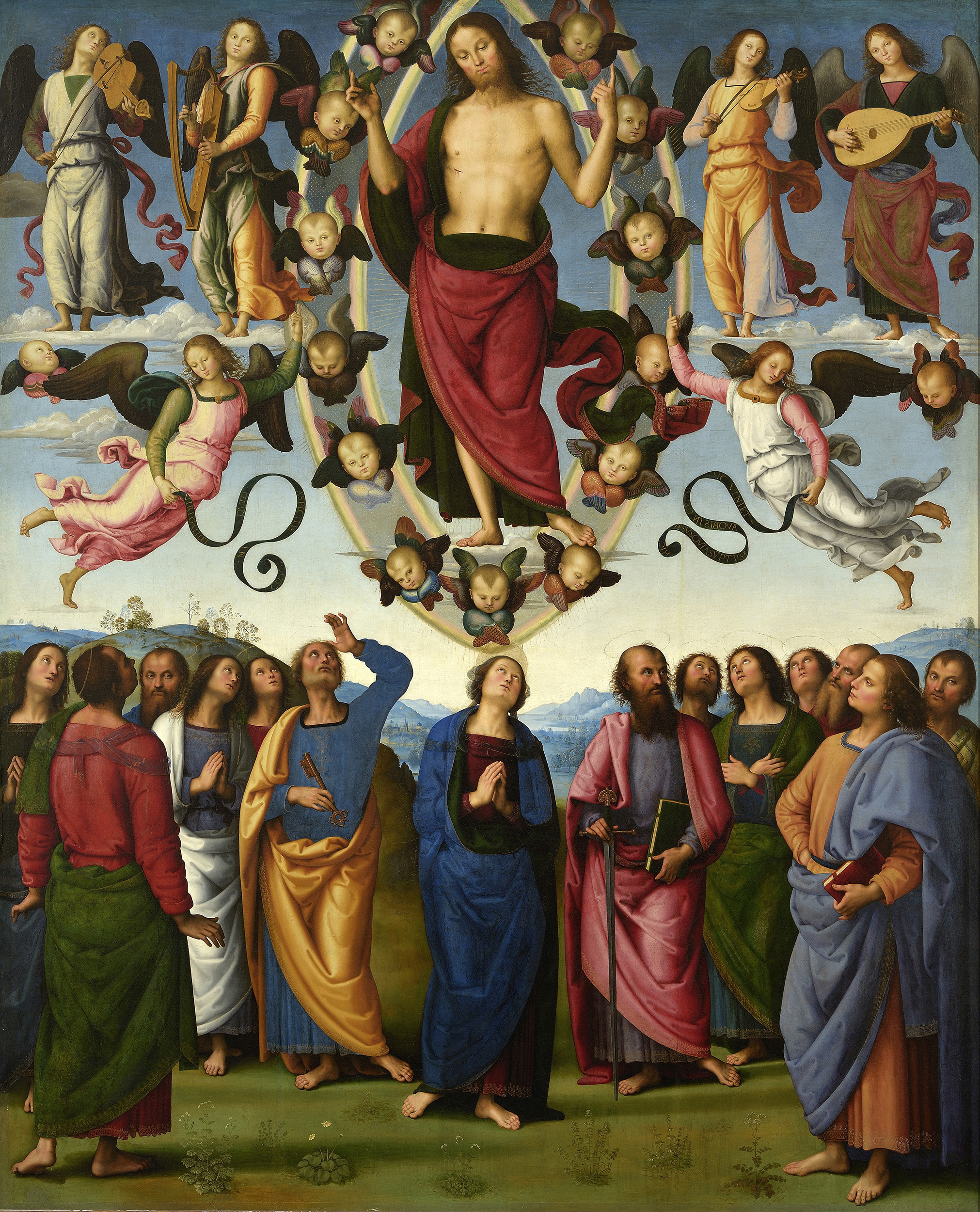
Ascensione di Gesu, Perugino, museo di Lione
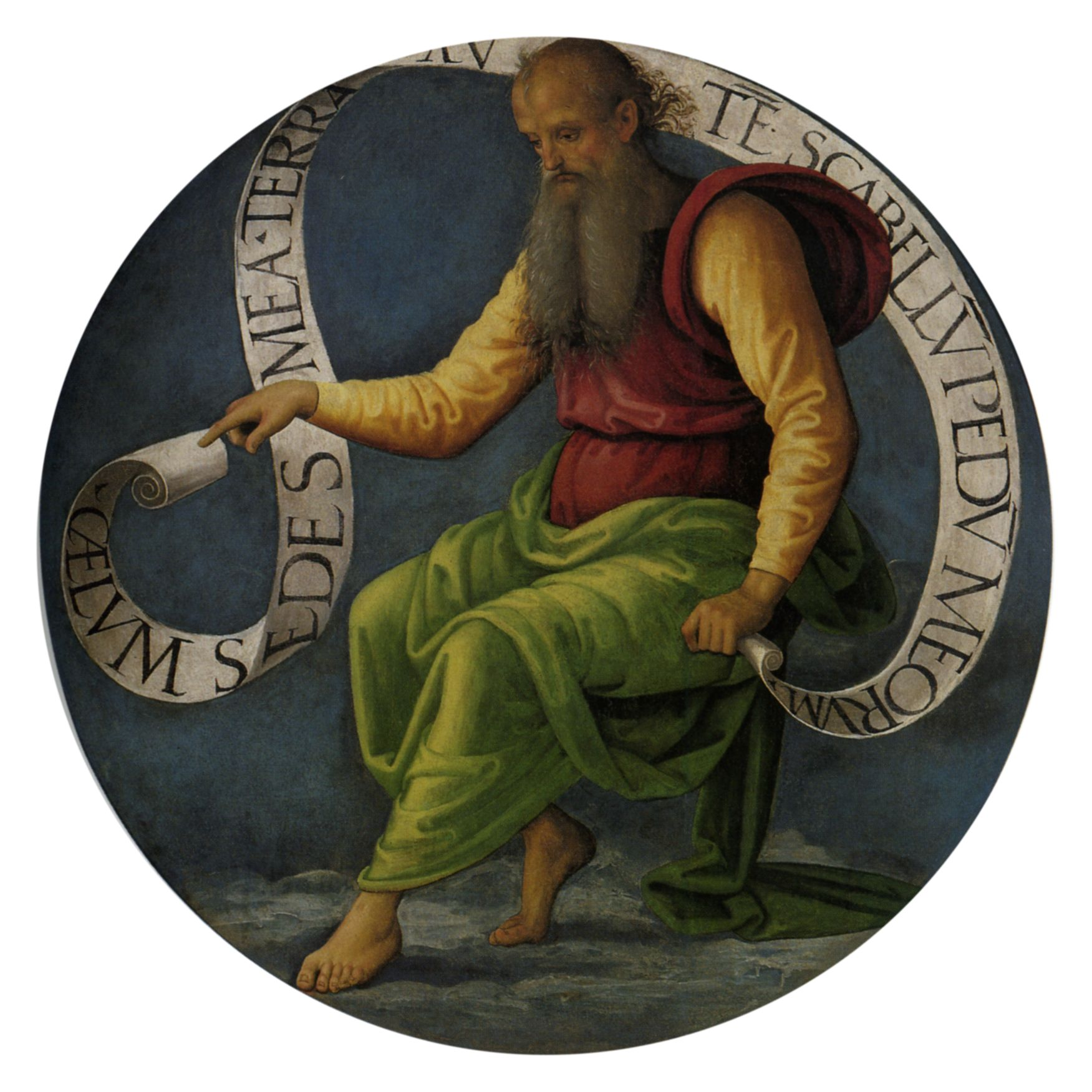
Profeta Isaia, Perugino, in origine nella chiesa di San Pietro, oggi al Musée des Beaux-Arts de Nantes a seguito delle spoliazioni napoleoniche